# James Chambers
James Ashley Chambers (Sandwell, 20 novembre 1980) è un ex calciatore inglese, di ruolo difensore.

## Carriera

### Nazionale
Ha partecipato ai Mondiali Under-20 del 1999.